# 繪本奈央
繪本奈央，是日本漫畫家，作品包括《騷亂時節的少女們。》、《即使如此我還是喜歡你》、《喬瑟與虎與魚群動畫版》、《新本格魔法少女莉絲佳》等。

## 外部連結
- 繪本奈央的X（前Twitter）